# Підрізька сільська рада
Підрізька сільська рада — адміністративно-територіальна одиниця у Ковельському районі Волинської області з центром у селі Підріжжя.

## Населені пункти
Сільській раді підпорядковані населені пункти:
- с. Підріжжя
- с. Кашівка

## Склад ради
Сільська рада складається з 12 депутатів та голови. Склад ради: 8 депутатів (66.7 %) — самовисуванці, 2 депутати (16.7 %) — від Народної партії та ще по одному депутату (по 8,3 %) від партій Сильна Україна та Української народної партії. 

## Керівний склад сільської ради
| ПІБ                        | Основні відомості                                                 | Дата обрання | Дата звільнення |
| -------------------------- | ----------------------------------------------------------------- | ------------ | --------------- |
| Курач Василь Олександрович | Сільський голова, 1959 року народження, освіта, безпартійний      | 26.03.2006   | 31.10.2010      |
| Курач Василь Олександрович | Сільський голова, 1959 року народження, освіта вища, безпартійний | 31.10.2010   |                 |

Примітка: таблиця складена за даними джерела

## Населення
Населення сільської ради згідно з переписом населення 2001 року становить 1,191 осіб. 
| Населенні пункти  | 2001 рік | 1989 рік |
| ----------------- | -------- | -------- |
| Кашівка           | 458      | 520      |
| Підріжжя          | 733      | 930      |
| Сукупне населення | 1,191    | 1,450    |

### Мова
Розподіл населення за рідною мовою за даними перепису 2001 року:
| Мова       | Відсоток |
| ---------- | -------- |
| українська | 98,99 %  |
| російська  | 1,01 %   |

## Географія
Сільрада розташована далеко від магістральних шосе на східній межі Ковельського району та граничить з Маневицьким районом.
Через територію ради протікає річка Стохід — притока Прип'яті (басейн Дніпра). Село Кашівка лежить на обидвох берегах річки, село Підріжжя — з лівого. Долина річки заболочена. Зі сходу великі лісові масив. 